# Bcrypt
bcrypt یک روش هش کردن است که توسط نیلس پرووس و دیوید مازیرز بر اساس بلوفیش طراحی برای و یوزنیکس در سال ۱۹۹۹ ارائه شده است. همچنین با استفاده از salt در برابر جدول رنگین کمانی محافظت می‌شود.